# ワン・オクロック・ジャンプ
「ワン・オクロック・ジャンプ」（原題：One O'Clock Jump）は、1937年にカウント・ベイシーが作曲した楽曲。ベイシーの代表曲の一つとしても知られる。

## 概要
1936年よりシカゴからニューヨーク市へ拠点を移したカウント・ベイシーが翌1937年に発表した楽曲。躍動的で特徴的なリフ・テーマによって、ベイシーの名を一躍有名にした楽曲である。

## 解説
本曲はブルース形式で作られており、12章節で1コーラスとなっている。メロディはごく短いものが1つだけで、1つのメロディをアンサンブルで延々と繰り返し、曲を回転させて演奏時間を延ばすリフレイン形式による音楽であり、このスタイルを「カンザス・リフ」とも呼ぶ。

## 主な録音アーティスト
- カウント・ベイシー
- ベニー・グッドマン
- ハリー・ジェイムス
- オスカー・ピーターソン[4]
- デューク・エリントン
- バディ・リッチ
- テディ・ウィルソン
- レッド・ガーランド[5]
- レスター・ヤング
- 原信夫とシャープス＆フラッツ[6]